# Johannes Loftander
Johannes Loftander, född 1622 i Lofta socken, död 14 december 1675 i Örtomta socken, Östergötlands län, var en svensk präst.

## Biografi
Johannes Loftander föddes 1622 i Lofta socken. Han var son till kyrkoherden därstädes. Loftander blev 14 oktober 1645 student vid Uppsala universitet, Uppsala, men han nämns i Östgöta nations matrikel först 1646. Han prästvigdes 9 december 1652 till komminister i Loftahammars församling, Lofta pastorat och blev 1655 kyrkoherde i Örtomta församling, Örtomta pastorat. Loftander avled 14 december 1675 i Örtomta socken.

### Familj
Loftander gifte sig första gången med en okänd kvinna. De fick tillsammans sonen Samuel Pihl som blev komminister i Västervik.
Loftander gifte sig andra gången 1 juli 1655 med Kersin Johansdotter Trast.  Hon var dotter till kyrkoherden i Frötuna socken. Kersin Johansdotter Trast hade tidigare varit gift med kyrkoherden Petrus Argillander i Örtomta socken.
Loftander gifte sig tredje gången 24 juni 1675 med Susanna Terserus (1649–1691). Hon var dotter till kyrkoherden Adolphus Elai Terserus och Elisabeth Johansdotter i Mora socken. Efter Loftanders död gifte Susanna Terserus om sig med kyrkoherden Bothvidus Bergius i Örtomta socken.